# Holocentropus cornutus
Holocentropus cornutus is een fossiele soort schietmot uit de familie Polycentropodidae.